# Trachelophorus adrea
Trachelophorus adrea es una especie de coleóptero de la familia Attelabidae.

## Distribución geográfica
Habita en Madagascar.